# José Joaquim Teixeira Lopes
José Joaquim Teixeira Lopes, ou Teixeira Lopes, Pai (Alijó, São Mamede de Ribatua, 24 de Fevereiro de 1837 – Vila Nova de Gaia, 16 de Março de 1918) foi um escultor e ceramista português.
Foi pai de António Teixeira Lopes, também escultor, e de José Teixeira Lopes, arquitecto.

## Biografia
José Joaquim Teixeira Lopes nasceu na freguesia de São Mamede de Ribatua, no concelho transmontano de Alijó, no dia 24 de fevereiro de 1837. Filho de António Teixeira Lopes e Ana Cardoso. O seu pai era um ferreiro e pouco abastado proprietário rural daquela zona, não conheceu uma educação artística, embora a vocação fosse notória. Com os meios que tinha, fazia, com cascas de pinheiros, e a partir de uma faca de cozinha, pequenas figuras de cariz religioso, surpreendendo os seus pais. O seu progenitor acabou, contudo, por lhe fazer a vontade, e aceitar o seu ingresso na oficina do mestre Manuel de Fonseca Pinto, na cidade do Porto. Aos 13 anos, sentia-se capaz, como aprendiz deste, de enveredar em vários trabalhos escultórios, em especial na decoração de embarcações nos estaleiros de Vila Nova de Gaia, e familiarizou-se com uma variedade de matérias-primas para a modelação de figuras e de estátuas. Aqui, viria a ser aprendiz de um outro mestre, de seu nome Emídio Amatucci. Pouco tempo depois, voltou à terra que o viu nascer, casando com Raquel Meireles. Deste matrimónio, surgiriam pelo menos onze filhos, dos quais poucos sobreviveram, entre eles o futuro escultor António Teixeira Lopes. Três anos depois, sentiu a vontade de conhecer uma ocupação profissional mais condizente com o seu potencial artístico, e migrou com a família para o Porto, vivendo na Praça da Alegria, mas passando, pouco depois, a viver do outro lado do rio, onde chegara a estar e a trabalhar com Fonseca Pinto.
Neste período, tornar-se-ia aluno na Academia Portuense de Belas Artes, sendo aluno e aprendiz dos mestres João Correia e Francisco José Resende. Tratou-se de uma fase em que o escultor, ao estudar de dia, tinha de sustentar a família durante a noite, criando imagens que a sua esposa vendia nas feiras de Gaia e de Matosinhos. Durante os seus estudos, criou uma série de contactos com bases portuenses, que o incentivaram a propor os seus trabalhos para a sua aplicação pela cidade do Porto. Assim, no ano de 1862, e depois de conquistar uma medalha numa exposição com um busto em gesso, a sua proposta de estátua de D. Pedro V venceria um concurso promovido pela organização “Os Artistas Portuenses”, que seria apresentada na Praça da Batalha, e viabilizada pela Câmara Municipal do Porto. Nesta fase, conheceu António Almeida da Costa, um dos seus parceiros mais leais, que o viria a convidar para trabalhar na Fábrica de Cerâmica das Devesas. Porém, a sua carreira autónoma não ficaria por aqui, pois tornou-se bolseiro para aperfeiçoamento do estudo de escultura, e, em 1864, viajou para Paris, onde se fixou durante dois anos.
Em França, recebeu formação de François Jouffroy na École Impériale de Beaux-Arts, travando conhecimento com o formato telha Marselha. Aqui, desenvolveu as peças escultóricas “A União faz a Força”, que seria exposto no Ateneu Comercial do Porto, e na exposição trienal da Academia Portuense de Belas Artes, em 1866. Dois anos depois, regressou de um lugar onde só regressaria nas Exposições Universais de 1889-90, passando a centrar-se na produção cerâmica dentro de portas. Após trabalhar com Francisco Correia Breda, não se contentou com o trabalho de vidraria que fazia, e juntou-se a Almeida da Costa, tornando-se sócio na Cerâmica das Devesas. Para prolongar a sua vocação artística, fundou a sua própria escola de desenho e modelação, que, apesar do seu ensino decorrer durante a noite, viria a formar as bases para a constituição da Escola Industrial Passos Manuel. Entretanto, seria nomeado para Cavaleiro da Ordem de Cristo.

## Obras
Ressalvam-se, no seu repertório, a estátua de Passos Manuel em Matosinhos; a estátua de D. Pedro V, na Praça da Batalha do Porto (1862) — o primeiro monumento público deste tipo na cidade; “Baptismo de Cristo” (situado na Sé Catedral do Porto), “Alminhas da Ponte” (de homenagem às vítimas da tragédia da Ponte das Barcas, situando-se nos arcos da Ribeira portuense), “Conde de Ferreira” (no Hospital Conde de Ferreira), “Nossa Senhora do Rosário” (estatueta na Igreja de Cedofeita), bustos em mármore para o Hospital da Santa Casa da Misericórdia, e “A Caridade” (grupo composto em mármore, e que se apresenta no Cemitério do Prado do Repouso); para além de uma variedade de estátuas alegóricas, de peças em cerâmica, e de azulejos pintados, firmando-se como uma das figuras do Romantismo nas artes plásticas. Não se esqueceria, pelo meio, das suas origens, formando várias esculturas para a região de onde havia partido, para além das aldeias em sua órbita.
Atendendo à grande quantidade de artistas a quem ensinou ou que com ele privaram, Teixeira Lopes Pai foi uma das mais influentes figuras da Arte em Portugal, no período do Romantismo.

## Algumas obras
| Imagem | Título                                    | Data            | Material | Localização | Descrição |
| ------ | ----------------------------------------- | --------------- | -------- | ----------- | --------- |
|        | Alminhas da Ponte                         | século XIX 1897 |          |             |           |
|        | Estátua de Dom Pedro V                    | 1879            |          |             |           |
|        | Estátua de D. Pedro V na Praça da Batalha | 1866            |          |             |           |

∑ 3 items.